# Космос-1959
Космос-1959 је један од преко 2400 совјетских вјештачких сателита лансираних у оквиру програма Космос.
Космос-1959 је лансиран са космодрома Плесецк, СССР, 18. јула 1988. Ракета-носач Космос је поставила сателит у орбиту око планете Земље. Маса сателита при лансирању је износила 700 килограма. Космос-1959 је био војни навигациони сателит.